# تب (کلید)

نماد کلید جهش

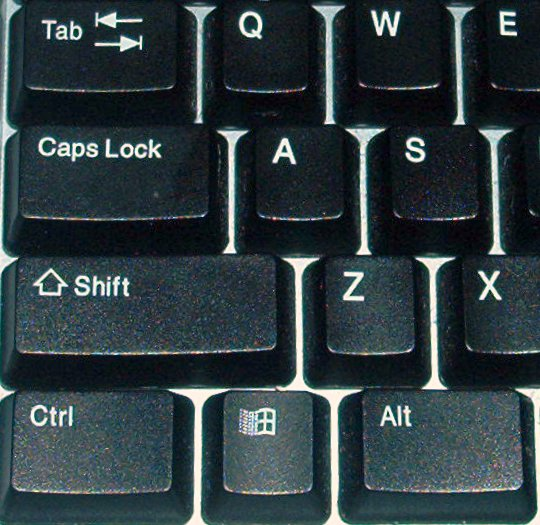
کلید جهش روی یک صفحه‌کلید استاندارد ویندوز (گوشهٔ بالا سمت چپ بالاتر از کلید قفل تبدیل)

تب (به انگلیسی: Tab مخفف tabulator key یا tabular key به معنای «کلید جدول‌ساز» یا «کلید جدولی») یا کلید جهش کلیدی روی صفحه‌کلید است که برای بردن مکان‌نما به توقف‌گاه بعدی جهش استفاده می‌شود.